# Turbina Archimedesa

Zasada działania turbiny Archimedesa

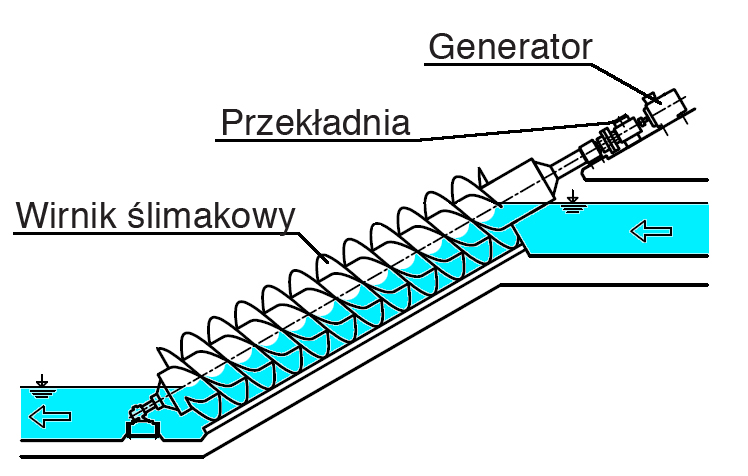
Turbina Archimedesa – schemat

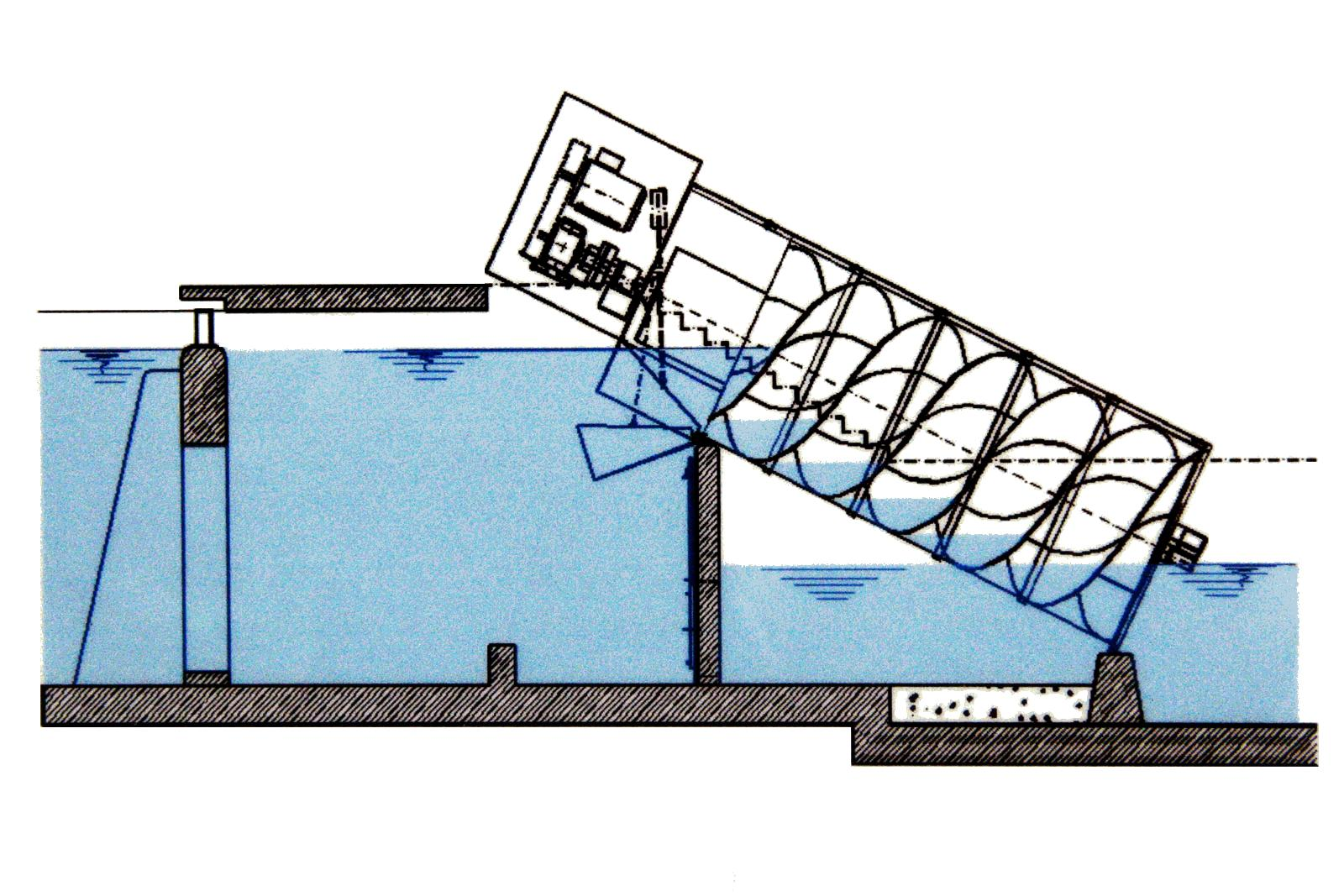
Schemat turbiny Archimedesa

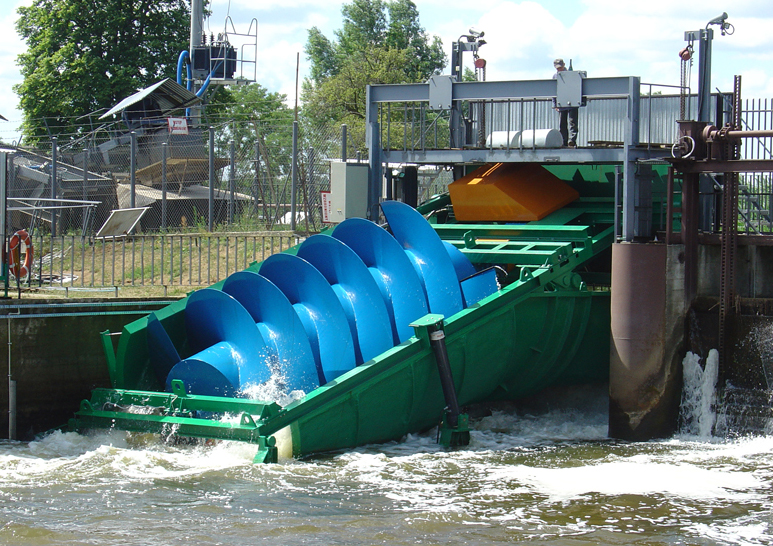
Turbina Archimedesa na rzece Radomce, Polska

Turbina Archimedesa – silnik wodny zwana też turbiną ślimakową lub turbiną śrubową. Turbina Archimedesa jest odmianą nadsiębiernego koła wodnego i jako takie wykorzystuje energię potencjalną wody. Jednak w porównaniu do koła wodnego sprawność turbiny Archimedesa jest większa. Turbina zbudowana jest z wirnika w kształcie śruby Archimedesa obracającej się w półkolistej rynnie. Woda napływając na wirnik w kształcie ślimacznicy swoim ciężarem napiera na wirnik. Wymusza to ruch obrotowy wirnika. Po spłynięciu rynną woda swobodnie wypływa z turbiny. Na górnym końcu śruby Archimedesa znajduje się generator połączony z wirnikiem za pośrednictwem przekładni, gdyż wirnik obraca się stosunkowo wolno (od kilkunastu do kilkudziesięciu obrotów na minutę).

## Historia
Śruba Archimedesa jest wynalazkiem znanym już od starożytności. Przypuszcza się, że śrubę wynalazł Archimedes z Syrakuz (ok. 287-212 p.n.e.). Śruba Archimedesa zaliczana jest do maszyn prostych.
W roku 1819 francuski inżynier Claude Louis Marie Henri Navier (1785-1836) zaproponował wykorzystanie śruby Archimedesa jako swego rodzaju koła wodnego. W 1922 roku William Moerscher zarejestrował w Urzędzie Patentowym USA pomysł hydrodynamicznej turbiny ślimakowej. W latach 90. dwudziestego wieku inżynier Karl-August Radlik (1912-2001) wraz z prof. dr inż. Karelem Bradą rozwinęli ideę śruby Archimedesa jako turbiny wodnej. Pierwsza modelowa turbina powstała na Uniwersytecie Technicznym w Pradze w latach 1995/1996. W roku 1997 w miejscowości Oberen Schlägweidmühle czeska firma SIGMA Hranice pod nadzorem inż. Karla-Augusta Radlika i prof. dr inż. Karela Brady uruchomiła pierwszą prototypową turbinę Archimedesa.
Obecnie w Europie wybudowanych jest już wiele Małych Elektrowni Wodnych wyposażonych w turbinę Archimedesa. W Polsce pierwsza turbina Archimedesa została zainstalowana i uruchomiona przez czeską firmę GESS-CZ, s.r.o. z Hranic w czerwcu 2011 roku na rzece Radomce (km 27+900 rzeki) w gminie Jastrzębia pod Radomiem.

## Zastosowanie
Turbinę Archimedesa stosuje się na rzekach o stosunkowo niskich spadach (od 1 do 10 m) i niedużych przepływach (maksymalnie ok. 10 m³/s dla jednej turbiny). Ze względu na swoją konstrukcję i bardzo małe obroty wirnika turbina Archimedesa jest przyjazna dla fauny rzecznej i określana jako turbina „fishfriendly”. Można stosować turbinę Archimedesa wszędzie tam, gdzie wymagania ochrony środowiska są szczególnie rygorystyczne.